# Keep case

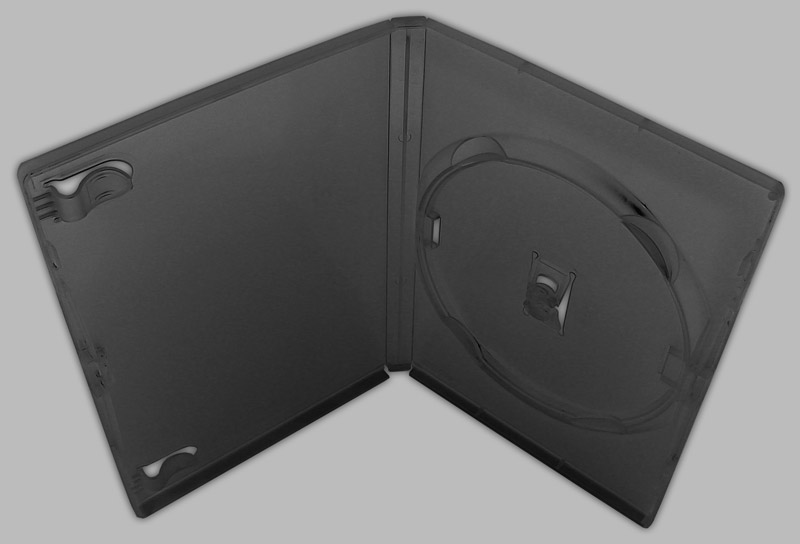
keep case preto

A keep case ou poly-box é um tipo de embalagem para DVDs (e às vezes CD) .
Além de usados em DVD-Vídeo filmes os keep case são muito comumente usados para armazenar a maioria dos jogos de vídeo-games desde o PlayStation 2, bem como PC e títulos MP3 - CD audiobooks de todos os uso e discos que são das mesmas dimensões básicas de um DVD.

## Itens que usam Keep cases
| Produto                  | Cor | Notas                                                              |
| ------------------------ | --- | ------------------------------------------------------------------ |
| DVD videos               | todas as outras cores possíveis Com predominância a cor preta                                              |                                                                    |
| PlayStation 2 games      | azul marinho ou preto (azuis em regiões PAL em anos posteriores, de prata por Platinum lançamentos)        | Podem conter slot para cartão de memória                           |
| Nintendo GameCube games  | Preto | America do norte / Europa. Pode conter slot para cartão de memória |
| Xbox games               | Verde |                                                                    |
| Xbox Platinum Hits games | Prata (Verde para regiões europeias, Xbox Classics)                                                        |                                                                    |
| Xbox 360 games           | Verde translúcido                                                                                          |                                                                    |
| Xbox 360 Kinect games    | Roxo translúcido                                                                                           |                                                                    |
| Wii games                | Branco, Novo Super Mario Bros. Wii é vermelho, Mario & Sonic nos Jogos Olímpicos de Londres 2012 é amarelo |                                                                    |
| Wii U games              | Cerúleo Brilhante, Novo Super Luigi U é verde, Mario Kart 8 é vermelho                                     |                                                                    |

| Produto                           | Cor                                | Notas    |
| --------------------------------- | ---------------------------------- | -------- |
| Blu-Ray videos                    | Azul, muitas vezes translúcido     |          |
| HD DVD videos                     | Vermelho, muitas vezes translúcido |          |
| PlayStation 3 games               | Clear                              | Região 1 |
| PlayStation 3 Greatest Hits games | Vermelho opaco                     | Região 1 |
| PlayStation 4 games               | Azul translúcido                   |          |
| Xbox One games                    | Verde translúcido                  |          |

| Produto                    | Cor    | Medidas                | Notas                  |
| -------------------------- | ------ | ---------------------- | ---------------------- |
| Many Sega Genesis games    | Preto  | 7 1/4" x 5 1/4" x 7/8" |                        |
| Nintendo GameCube games    | Clear  | 149mm x 107mm x 17mm   | Japão                  |
| Nintendo DS games          | Preto  | 135mm x 122mm x 15mm   | America do Norte/Japão |
| Nintendo DS games          | Clear  | 135mm x 122mm x 20mm   | Europa                 |
| Nintendo 3DS games         | Branco | 135mm x 122mm x 14mm   |                        |
| PlayStation Portable games | Clear  | 168mm x 99mm x 14mm    |                        |
| PlayStation Vita games     | Azul   | 135mm x 105mm x 12mm   |                        |